# Perilampus maceki
Perilampus maceki is een vliesvleugelig insect uit de familie Perilampidae. De wetenschappelijke naam is voor het eerst geldig gepubliceerd in 1956 door Boucek.